# 魏秋月
魏 秋月（ぎ しゅうげつ、ラテン文字翻記：Wei Qiuyue、1988年9月26日 - ）は、中華人民共和国の女子バレーボール選手。中国代表元主将。

## 来歴
天津市出身。2006年に代表へ初選出され、翌年から本格的に国際大会に出場する。2007年は馮 坤が怪我により戦列から離れたところでレギュラーとして活躍し、モントルーバレーマスターズでベストセッター賞を受賞、エリツィン杯では優勝へ導いた。また、2008年8月の北京五輪で銅メダルを獲得した。同年10月のアジアカップでMVPに輝いた。
2009年から代表チームのキャプテンを務め、世界選手権に出場（ベストセッター賞）、2011年アジア選手権で優勝（同大会のベストサーバー賞）を果たし、ワールドカップでは銅メダルを獲得している。
2013-14シーズンはアゼルバイジャンリーグの強豪イトゥサチ・バクーでプレーしていた。2014年に代表復帰し、同年の世界選手権で銀メダルを獲得し、2015年のワールドカップと2016年のリオ五輪では金メダルを獲得した。
2017年に現役引退。

## 球歴
- 三大大会
  - オリンピック - 2008年（銅メダル）、2012年（5位）、2016年（金メダル）
  - 世界選手権 - 2010年（10位）、2014年（銀メダル）
  - ワールドカップ - 2011年（銅メダル）、2015年（金メダル）

## 受賞歴
- 2007 モントルーバレーマスターズ - ベストセッター賞
- 2007 ワールドグランプリ - ベストセッター賞
- 2008 アジア選手権 - MVP
- 2010 モントルーバレーマスターズ - ベストセッター賞[1]
- 2010 世界選手権 - ベストセッター賞[2]
- 2011年 ワールドグランプリ[3]
- 2011 アジア選手権 - ベストサーバー賞

## 所属チーム
- 天津ブリヂストン（2003-2013年）
- イトゥサチ・バクー（2013-2014年）
- 天津渤海銀行（2014-2017年）